# Квачков Володимир Васильович
Володимир Васильович Квачков (нар. 5 серпня 1948, селище Краскіно, Хасанський район, Приморський край) — радянський, узбецький та російський військовий, громадський діяч. Полковник Головного розвідувального управління Генштабу ЗС Росії. Кандидат військових наук.
У 2005 році був заарештований за звинуваченням у замаху на главу РАО ЄЕС Росії Анатолія Чубайса. Після трирічного ув'язнення 5 червня 2008 року виправданий  судом присяжних. 22 грудня 2010 року Верховний Суд Росії залишив в силі виправдувальний вирок. Квачков назвав переслідування з боку влади політичними репресіями.
Через день, 23 грудня 2010 року Квачков був знову заарештований, на цей раз за звинуваченням в організації збройного повстання в Росії та тероризмі. 8 лютого 2013 року Мосміськсуд визнав Квачкова винним в пред'явлених йому звинуваченнях і засудив його до 13 років колонії суворого режиму. 18 липня 2013 року Верховний суд РФ знизив термін з 13 до 8 років.18 серпня 2017 року Приволзький окружний військовий суд в Самарі засудив Квачкова до 1,5 років позбавлення волі.

## Біографія
Народився 5 серпня 1948 року в селищі Краскіно Приморського краю.
Дитячі роки пройшли в Уссурійську, куди був переведений батько для проходження служби.

### Військова кар'єра

#### В радянський період

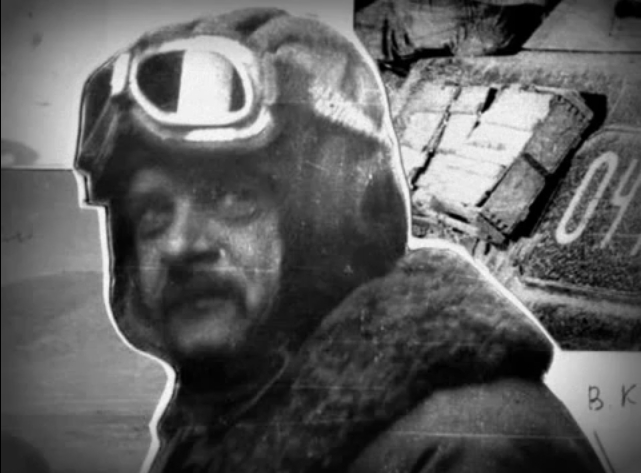
Квачков в танковому шлемофоні

У 1959 році вступив в Уссурійське суворовське військове училище (закінчив із золотою медаллю). Після випуску вступив до Київського командного училища (розвідувальний факультет, закінчив із золотою медаллю). З 1969 року служив у Пскові в 2-й окремій бригаді спеціального призначення ГРУ. У 1978—1981 роках — слухач Військової академії ім. М. В. Фрунзе (закінчив з відзнакою). З 1981 року — в розвідувальному управлінні Ленінградського військового округа. Проходив службу в Групі радянських військ в Німеччині (ГРВН) та Забайкальському військовому окрузі. Брав участь у військових конфліктах в Афганістані (1983), Азербайджані (1990), Таджикистані (1992). В 1986—1989 роках обіймав посаду начальника штабу бригади в ГРВН, з 1989 року — командував 15-ю окремою бригадою спеціального призначення ГРУ в Туркестанському військовому окрузі.

#### В пострадянський період
1 липня 1992 року 15-а окрема бригада спеціального призначення якою командував Квачков, була передана до складу Збройних сил Узбекистану.

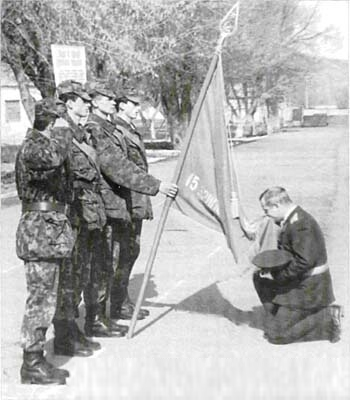
В. В. Квачков прощається з Бойовим знаменем 15-ї окремої бригади спеціального призначення. Узбекистан. 1994 рік.

Найвідомішою з розроблених за участю Квачкова Володимира як командира 15-ї окремої бригади спеціального призначення, слід вважати операцію з «Гармським десантом»:
За свідченням військового журналіста (нині — пропагандиста) газети «Комсомольська правда», полковника запасу Віктора Миколаєвича Баранця, Володимир Квачков у березні 1992 року забезпечував вивезення з Казахстану в Росію тактичної ядерної зброї. Але на вказаний період, відповідно до спогадів ветеранів 15-а обрспн, Квачков перебував в очолюваному ним з'єднанні в Республіці Узбекистан, яким він командував з 1989-го по 1994 рік. З'єднання не брало участі ні в якому вивезенні тактичної ядерної зброї з території Республіки Казахстан, чому не було ні документальних підтверджень, ні підтверджень від ветеранів з'єднання (15-ї окремої бригади спеціального призначення) (відома російська тактика «іхтамнєт»). При цьому саме існування бригади було під питанням, і в з'єднанні панувала вибухонебезпечна атмосфера:
|  | 15-та окрема бойового Ордену Червоного Прапора НРА [Народної Республіки Афганістан] бригада спеціального призначення Росії, як правонаступниці Радянського Союзу, виявилася не потрібна. Важливі чини Генерального штабу, які відвідали бригаду навесні 1992 року, прямо так і заявили. Пристрасті вирували неабиякі. Розглядався навіть варіант бунту з виконанням бригадою маршу на техніці в Росію, в ту саму «правонаступницю СРСР». Варто віддати належне командирові бригади полковнику Володимиру Квачкову, що зумів урезонити своїх запальних підлеглих. Оригінальний текст (рос.) …15-й отдельная Боевого ордена Красного Знамени НРА бригада специального назначения России, как правопреемнице Советского Союза оказалась не нужна. Важные чины Генерального Штаба, посетившие бригаду весной 1992 года, прямо так и заявили. Страсти кипели не шуточные. Рассматривался даже вариант бунта с совершением бригадой марша на технике в Россию, в ту самую «правопреемницу СССР». Надо отдать должное командиру бригады полковнику Владимиру Квачкову, сумевшему урезонить своих пылких подчинённых… |

У 1992 році був консультантом і знявся в епізодичній ролі у фільмі «Чорна акула».
З 1994-го служив в Головному розвідувальному управлінні.З 1999- науковий співробітник Центру військово-стратегічних досліджень Генерального штабу. Брав участь в робочій групі міністерств оборони  Білорусі і Росії по уніфікації законодавства в галузі оборони. Кандидат військових наук.

### Звинувачення в замаху на Чубайса
З березня 2005 перебував у слідчому ізоляторі «Матроська тиша» в зв'язку з обвинуваченням у замаху на Анатолія Чубайса 17 березня 2005 року. Квачков стверджував, що не відчував ненависті до Чубайса і що роль Чубайса в негативних наслідках реформ 1990-х років сильно перебільшується. Деякий час Квачков утримувався в одній камері з Михайлом Ходорковським.
5 червня 2008 колегія присяжних Московського обласного суду винесла виправдувальний вирок. Присяжні визнали, що вина підсудних не доведена. Всі підсудні — Володимир Квачков і військовослужбовці Повітрянодесантні війська у відставці Олександр Найдьонов та Роберт Яшин- були виправдані. 6 червня 2008 Мосміськсуд продовжив термін арешту Івана Миронова, кримінальну справу стосовно якого було виділено в окреме провадження, ще на 3 місяці,а 27 серпня — продовжив термін до 11 листопада.
6 червня 2008 року Квачков дав інтерв'ю радіо «Ехо Москви», у якому назвав Чубайса «національним зрадником».Він також заявив, що Росія «окупована єврейською мафією, яка є матрицею для інших злочинних угруповань». Громадська палата Росії направила запит генеральному прокурору з проханням перевірити висловлювання Квачкова, угледівши в них ознаки екстремізма.
26 серпня 2008 Верховний Суд РФ скасував виправдувальний вирок у справі про замах на Чубайса. Таким чином, суд задовольнив клопотання Генеральної прокуратури РФ і направив справу на новий розгляд.
13 жовтня 2008 року в Московському обласному суді відбулися чергові слухання у справі Квачкова, Яшина, Найдьонова і по справі Івана Миронова. В ході слухань було прийнято рішення об'єднати ці справи в одну.
21 серпня 2010 року колегією присяжних Мособлсуда визнаний невинним в організації замаху на А. Чубайса в березні 2005 року.
22 грудня 2010 Верховний Суд Росії залишив без змін виправдувальний вирок Квачкову у справі про замах на Чубайса. Таким чином, вирок Московського обласного суду вступив в законну силу. Раніше сторона звинувачення вимагала направлення справи на новий розгляд, називаючи підставою для скасування те, що під час слухань були допущені процесуальні порушення. Верховний Суд Росії відмовився задовольнити касаційне подання прокуратури і залишив у силі вирок Мособлсуда, згідно з яким Квачков, колишні десантники Роберт Яшин і Олександр Найдьонов, а також син колишнього міністра друку Іван Миронов були визнані невинними у замаху на Чубайса.
24 серпня 2012 року Тверський суд Москви стягнув з Мінфіну 450 тисяч рублів на користь Квачкова, який вимагав з відомства компенсації в розмірі 50 млн руб. моральної шкоди за кримінальне переслідування у справі про замах на Чубайса. Ця сума значно менша від тієї, яку запитували адвокати Квачкова. Вони виходили з того, що кожну годину кримінального переслідування коштує 1 тис. рублів. Від Мінфіну вимагали 50 млн рублів, але суд порахував, що кожен день в російській в'язниці не настільки руйнівний для скарбниці.

### Політична діяльність

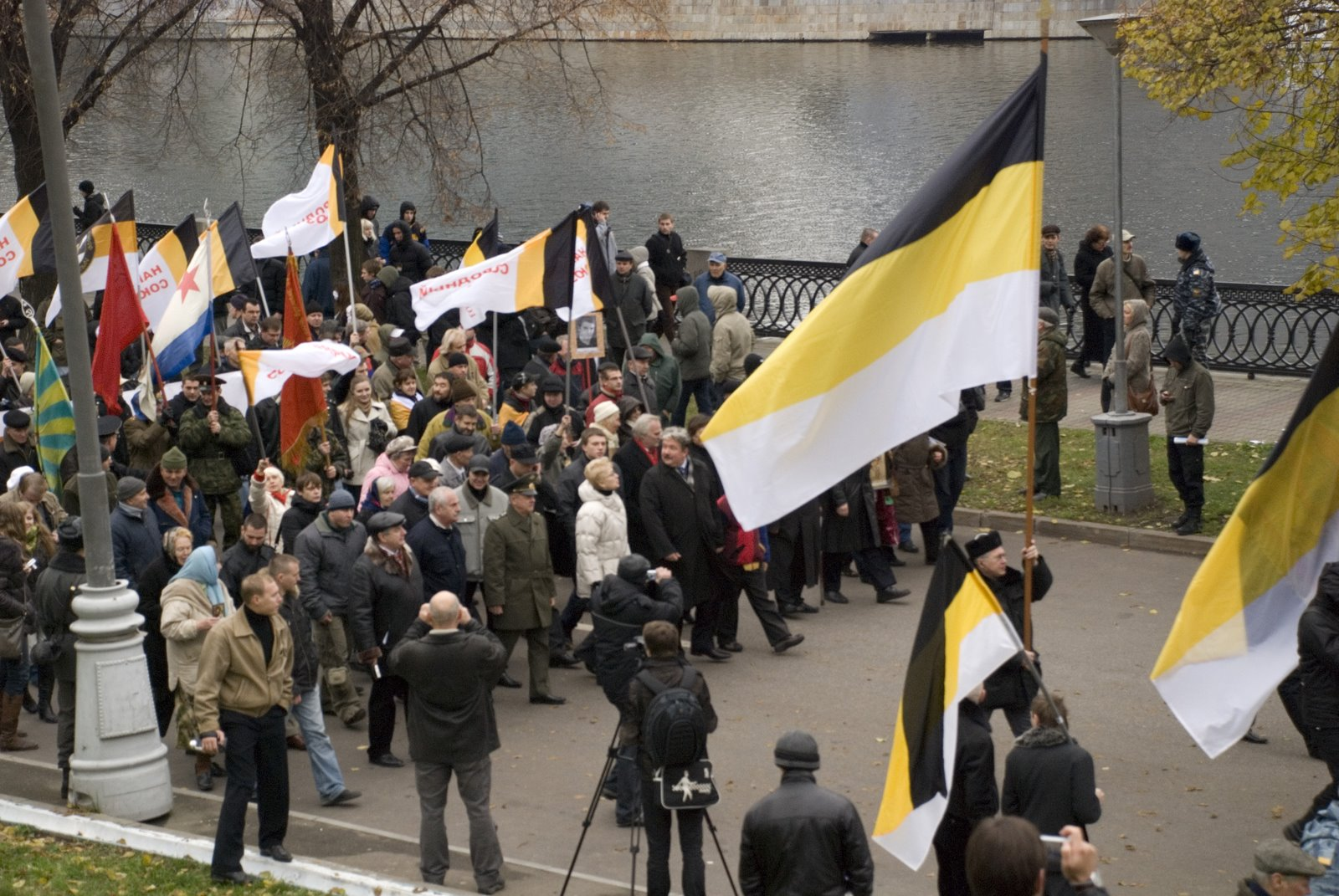
Володимир Квачков в першому ряду у військовій формі, другий ліворуч від нього — Бабурін Сергій, другий праворуч від Квачкова Віктор Алксніс на ході російських націоналістів «Російський марш»

Як громадський діяч Володимир Квачков відносить себе до націоналістів: «Так, я росіянин, християнський націоналіст. Я прихильник російської православної держави».
У 2005 році балотувався в депутати  Державної думи по Преображенському виборчому округу № 199 Москви, але програв вибори офіцеру запасу загону «Вимпел» Сергію Шаврину..
Намагався висунути свою кандидатуру на виборах 11 жовтня 2009 року в Мосміськдуму по виборчому округу № 6 САО міста Москви, але отримав відмову в реєстрації.
У період з 2005 по 2010 рік В. Квачков неодноразово виступав з політичними заявами — в ЗМІ, на мітингах і пікетах, в колі однодумців. Разом з Ю. Екішевим та М. Калашниковим створив громадський рух «Пара Беллум». У лютому 2009 року створив незареєстровану організацію «Народне ополчення імені Мініна і Пожарського». 18 лютого 2015 Мосміськсуд визнав незареєстрований рух «Народне ополчення імені Мініна і Пожарського» (НОМП) терористичною організацією і заборонив його діяльність на території Росії.

### Друга кримінальна справа
На наступний день після затвердження Верховним Судом Російської Федерації виправдувального вироку у справі про замах на Чубайса, 23 грудня 2010 року Квачков був затриманий співробітниками ФСБ у своїй квартирі і був доставлений в Лефортовський суд міста Москви за звинуваченням в організації заколота і тероризма. Лефортовський районний суд заарештував Квачкова.
Сам Квачков назвав справу сфальсифікованою і заявив, що слідство звинувачує його в підготовці перевороту за допомогою людей, озброєних арбалетами. Квачков сказав: «Я впевнений, що це справа рук Чубайса». Адвокаты полковника оспаривают законность ареста и заявляют о процессуальных нарушениях.

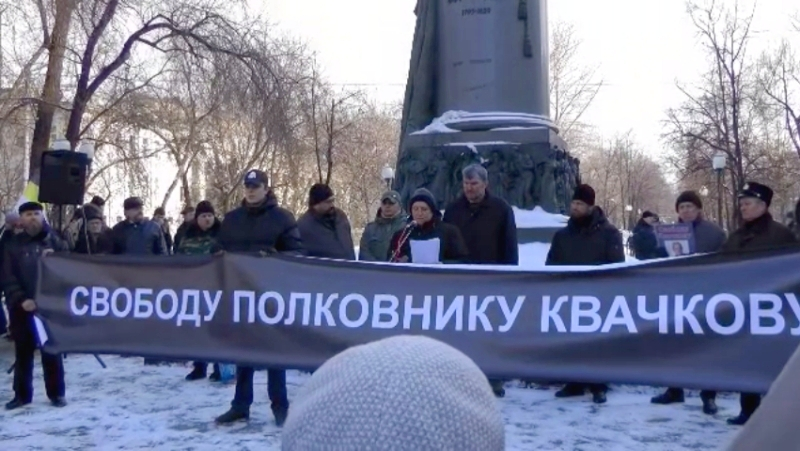
Мітинг 12 березня 2011 року в Москві в захист Квачкова

За версією ФСБ, Квачков із соратниками планував захопити зброю в декількох військових частинах, після чого влаштувати похід на Москву, метою якого було захоплення влади.
За словами самого Квачкова, його обвинувачення ґрунтується на свідченнях лідера тольяттінського відділення «Народного ополчення імені Мініна і Пожарського» Петра Галкіна, який був затриманий ФСБ влітку 2010 року, але потім звільнений з-під варти і нібито погодився співпрацювати зі слідством. Галкін розповів, що за завданням Квачкова в Тольятті, Самарі,  Володимирі та інших містах з патріотично налаштованих молодих людей і потрапили під скорочення в результаті реформи Збройних сил армійських офіцерів створювалися бойові загони ополченців, які за сигналом зі штабу «Народного ополчення», очолюваного Квачковим, повинні були захопити і роззброїти розташовані в цих регіонах військові частини, а потім відправитися в збройний похід на Москву, «Приєднуючи до себе все нові і нові загони повсталих». Причому, як повідомив Петро Галкін, військових передбачалося роззброїти мирним шляхом, агітуючи їх перейти на свій бік. Для цього, за даними ФСБ, навесні-влітку 2010 року перебуваючи під підпискою про невиїзд Квачков (тоді він був підсудним у справі про замах на Чубайса) відвідав  Кострому, Ярославль, Нижній Новгород, Самару, Тулу і Рязань, де, зустрічаючись з військовими, вів серед них антиурядову пропаганду. Почати ж заколот, за версією слідства, прихильники Квачкова планували з Володимира, де діяв загін Галкіна.
Квачков же стверджував, що Галкін з соратниками просто з'їздили в ліс повправлятися у стрільбі з арбалета, який був придбаний ними на цілком законних підставах, але їх затримали. Потім, за словами Квачкова, Галкін відвідав з'їзд «Народного ополчення» в  Сизрані, на якому таємно зробив аудіозаписи, які і отримала ФСБ.
Наприкінці липня 2011 року ФСБ повідомила про те, що в Єкатеринбурзі затримані члени місцевого осередку «Народного ополчення імені Мініна і Пожарського», лідером якого вважається Квачков. Затриманим пред'явили звинувачення в організації терористичної групи і підготовку заколоту. Як стверджують слідчі, вранці 2 серпня 2011 року (в день ВДВ) кілька збройних бойових загонів з кістяком з колишніх спецназівців повинні були прорватися в будівлі єкатеринбурзького ГУВС, ФСБ,  МНС і знищити їх керівників. Цим же загонам поручался захоплення складів зі зброєю. Загони диверсантів повинні були підірвати електропідстанції Єкатеринбурга, щоб знеструмити місто і посіяти паніку серед населення. Далі заколотники нібито планували мобілізувати і озброїти все чоловіче населення Єкатеринбурга і такими силами тримати оборону до отримання допомоги з сусідніх регіонів. Лідером бойового осередку називають підприємця Олександра Єрмакова, який, за твердженням слідства, не тільки розробляв план заколоту під умовною назвою «Світанок», а й вербував прихильників серед відставних військових і силовиків, незадоволених реформами в країні. Ще четверо — 64-річний полковник- «афганець» Хабаров Леонід Васильович, колишній оперуповноважений карного розшуку Владислав Ладейщіков, підприємець Сергій Катніков, доктор наук, винахідник Віктор Кралин були 19 липня затримані в офісі Єрмакова. Всі вони були страйкболістами.
8 лютого 2013 року Мосміськсуд засудив Квачкова до 13 років колонії суворого режиму за підготовку збройного заколоту. Другого підсудного, Олександра Кисельова, засудили до 11 років суворого режиму. У вироку йдеться, що встановлений факт того, що в 2009 році Квачков пропонував своїм прихильникам в різних містах взяти участь у збройному заколоті, який повинен був початися 24 червня 2010 року. Його довірений Манрік підбирав людей, і вони проходили військову підготовку на полігоні в  Мякинино. У 2010 році Кисельов в Санкт-Петербурзі підібрав групу з десяти чоловік і придбав зброю. Квачков з прихильниками збиралися почати заколот в Коврові. Планувалося невеликими загонами захопити будівлі МВС, ФСБ, МНС Коврова, а також зброю і боєприпаси. Успіх збройного заколоту в Коврові повинен був, за їхніми планами, спровокувати аналогічні події в інших регіонах. Одним з основних доказів у справі стала негласна аудіозапис бесіди кількох прихильників Квачкова, коли вони розробляли план вилазки в Ковров, розвідки, розподілу коштів та робочої сили.
18 липня 2013 року Верховний Суд РФ знизив покарання Квачкову з 13 до 8 років.
У березні 2016 року Володимир Квачков був звинувачений в скоєнні злочину, передбаченого статтею 205.2 КК РФ — публічні заклики до здійснення терористичної діяльності або публічне виправдання тероризму. 18 серпня 2017 року Приволзький окружний військовий суд в Самарі засудив Квачкова до 1,5 років позбавлення волі. Квачков звинувачувався у злочині за частиною 1 статті 205.2 КК Росії (публічні заклики до здійснення терористичної діяльності), але суд перекваліфікував статтю звинувачення на частину 1 статті 282 КК РФ (дії, спрямовані на збудження ненависті і ворожнечі).

## Сім'я
- Мати — Тетяна Федорівна Квачкова (1929—2016), жила в селищі міського типу Нахабіно  Красногорського району Московської області[39].
- Дружина — Надія Михайлівна Квачкова.
- Старший син — Олександр, народився 24 червня 1975 року в Потсдамі (НДР), з березня 2005 року перебував у федеральному розшуку[40].
- Молодший син — Кирило, в 2005 році закінчив школу і вступив до інституту.
- Старша дочка — Анна, кандидат медичних наук, заміжня, у неї є син Іван і дочка Марія.
- Молодша дочка — Олена,  інвалід першої групи ( ДЦП), вчиться в  Московському державному гуманітарно-економічному інституті на факультеті соціології та психології[39].

## Нагороди
Нагороджений  орденом Червоної Зірки і  орденом Мужності (За іншими даними, двома орденами Мужності — на фото вище у нього їх саме два), 8 медалями.

## Публікації
- В. В. Квачков. Опасен верностью России. — М: Алгоритм, 2006. — 64 с., ISBN 5-9265-0231-4.
- В. В. Квачков. Спецназ России. — М.: Русская Панорама, 2007. — ISBN 978-5-93165-186-6.
- В. В. Квачков. О военной доктрине и Русской Армии. — М.: Народный протест, 2007. — 112 с. — 10000 экз. — ISBN 5-9265-0231-4.
- В. В. Квачков. Главная специальная операция впереди. Челябинск: Танкоград, 2010. — ISBN 978-5-85070-161-0 Помилка параметра в {{ISBN}}: контрольна сума. Включена в Федеральный список экстремистских материалов под номером 1915[43].
- В. В. Квачков. Кто правит Россией? — М: Алгоритм, 2013. — 336 с. — (Тайная сила). 2000 экз., ISBN 978-5-4438-0342-5. Включена в Федеральный список экстремистских материалов под номером 2902[43].
- В. В. Квачков. Кому править Россией? — М: Алгоритм, 2014. — 288 с. — (Тайная сила). 3000 экз., ISBN 978-5-4438-0607-5.